# Медаль Победы (Италия)
Медаль Победы (итал. Medaglia interalleata della vittoria) — итальянская награда, учреждённая указом Виктора Эммануила III № 1918 от 16 декабря 1920 года, в соответствии с резолюцией, принятой Специальной комиссией, назначенной Генеральной Ассамблеей мира, для учреждения общей памятной медали, которая будет вручена солдатам союзных наций в Первой мировой войне.

## Условия награждения
Учредительное положение предусматривало его получение солдатам, получившим знак «За тяготы войны», о которых говорится в королевском указе № 641 от 21 мая 1916 года, или во всяком случае прослуживших не менее четырех месяцев в районе, находящемся в ведении армий и в распоряжении мобилизованных властей и непосредственно сотрудничавших с действующей армией. Последующим королевским указом № 637 от 6 апреля 1922 года были установлены категории бойцов, на которых льгота не распространялась. Королевским указом № 1786 от 15 июля 1923 года медалью награждали всех моряков, получивших знак отличия «За заслуги для экипажей торгового флота», установленный королевским указом № 150 от 17 января 1918 года.
Публичный конкурс выиграл скульптор Гаэтано Орсолини со своей Крылатой Победой на триумфальной колеснице, с факелом Свободы, запряжённой четырьмя львами под ярмом.
Медаль выдавалась безвозмездно за счет государства и сопровождалась именной грамотой.
Королевский указ № 273 от 31 января 1926 года, регламентирующей ношение наград военнослужащими, не предусматривает медаль Победы, носимую на форме.

## Знаки отличия

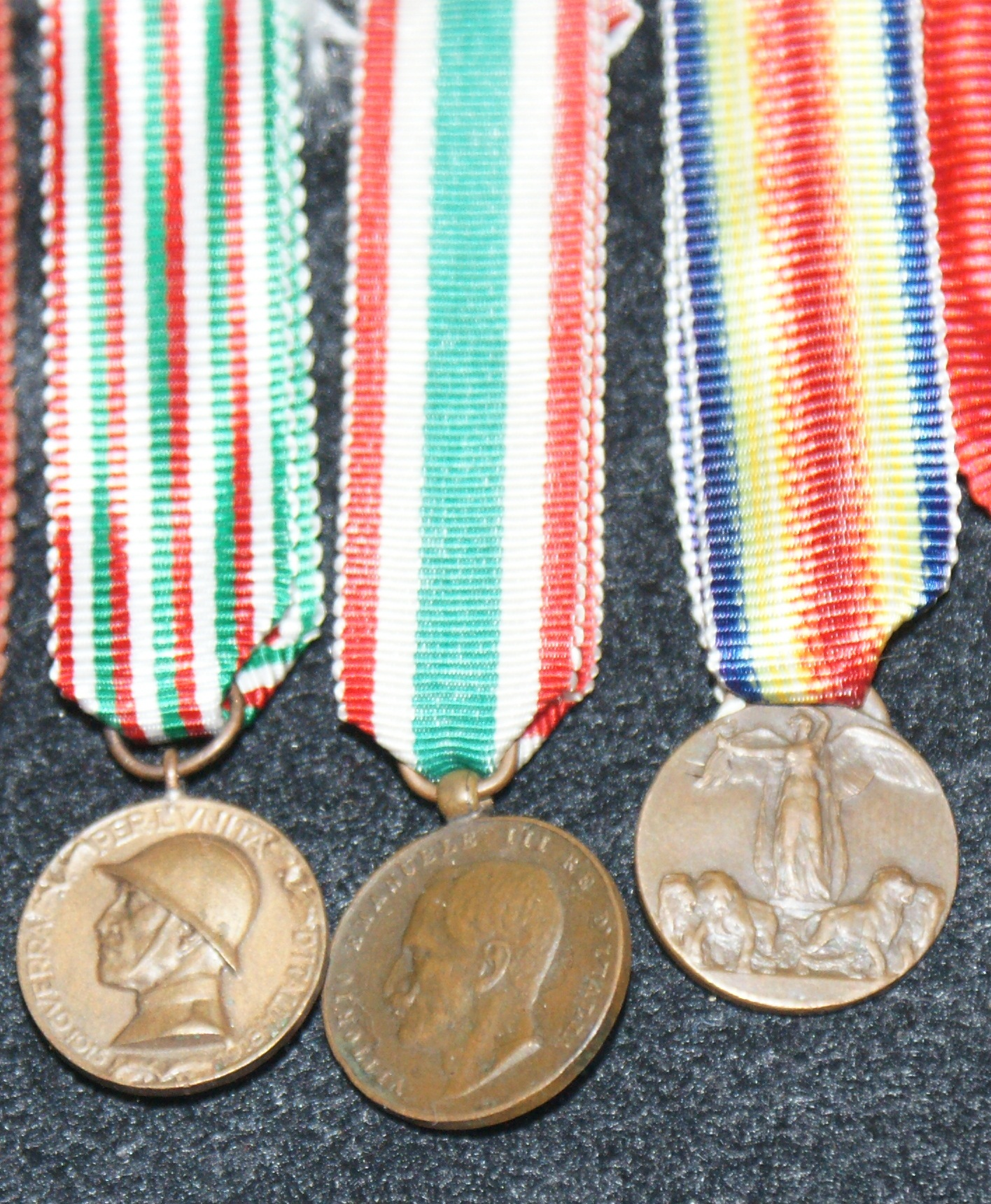
Миниатюрная версия медали (справа)

### Медаль
Медаль состоит из бронзового диска диаметром 36 мм и толщиной 2 мм с клипсовым креплением , которое согласно учредительному указу должно было быть отчеканено из бронзы вражеской артиллерии.

#### Аверс
Крылатая Победа, стоящая на колеснице, с пылающим факелом в правой руке, ниже четырех львов, привязанных к колеснице двумя гирляндами из лавровых листьев.
Под львами имя скульптора «G. Orsolini Mod.» слева и производителя "FMLorioli & Castelli - Milano", "S.Johnson Milano" или "Sacchini - Milano" справа. Есть экземпляры без надписей или только с надписью «G. Orsolini Mod.» слева.

#### Реверс
В центре — тренога, символ общения, увенчанный двумя летящими в противоположных направлениях голубями, несущими в клювах оливковую ветвь, символ мира. По краю вверху надпись: "GRANDE GVERRA PER LA CIVILTA'"; внизу: «AI COMBATTENTI DELLE NAZIONI / ALLEATE ED ASSOCIATE»; по бокам штатива римскими цифрами: «MCMXIV» и «MCMXVIII».
Рядом с основанием штатива справа указано имя гравера: «G. Villa Inc.», которого нет на медалях, изготовленных Лориоли.

### Лента
Медаль носилась на левой стороне груди, свисая с ленты шириной 37 мм цветов двух радуг, расположенных рядом красного цвета с белой нитью по краям, как и у других союзных и ассоциированных народов. который учредил медаль.
В предусмотренных случаях вместо медали надевали только ленту.